# Флаги Белгородской области
Список флагов муниципальных образований Белгородской области Российской Федерации.
На 1 января 2020 года в Белгородской области насчитывалось 212 муниципальных образований — 9 городских округов, 13 муниципальных районов, 16 городских поселений и 174 сельских поселения.

## Флаги городских округов
| Флаг | Наименование                            | Дата утверждения               | Номер в ГГР |
| ---- | --------------------------------------- | ------------------------------ | ----------- |
|      | Флаг городского округа «Город Белгород» | 22 июля 1999                   | 978         |
|      | Флаг Алексеевского городского округа    | 28 апреля 2015                 | 10256       |
|      | Флаг Валуйского городского округа       | 25 декабря 2014 23 ноября 2018 |             |
|      | Флаг Грайворонского городского округа   | 10 июля 2003 18 декабря 2018   |             |
|      | Флаг Губкинского городского округа      | 17 декабря 1999 21 мая 2008    | 1815        |

| Флаг | Наименование                            | Дата утверждения                                | Номер в ГГР |
| ---- | --------------------------------------- | ----------------------------------------------- | ----------- |
|      | Флаг Новооскольского городского округа  |                                                 |             |
|      | Флаг Старооскольского городского округа | 13 сентября 1999 15 декабря 2006 21 ноября 2008 | 2834        |
|      | Флаг Шебекинского городского округа     | 10 июня 2003                                    |             |
|      | Флаг Яковлевского городского округа     | 19 ноября 2018                                  |             |

## Флаги муниципальных районов
| Флаг | Наименование                                     | Дата утверждения | Номер в ГГР |
| ---- | ------------------------------------------------ | ---------------- | ----------- |
|      | Флаг муниципального района «Белгородский район»  | 15 апреля 2003   |             |
|      | Флаг муниципального района «Борисовский район»   | 23 декабря 2004  |             |
|      | Флаг муниципального района «Вейделевский район»  | 24 сентября 2015 | 10262       |
|      | Флаг муниципального района «Волоконовский район» |                  |             |
|      | Флаг муниципального района «Ивнянский район»     | 9 сентября 2008  |             |
|      | Флаг муниципального района «Корочанский район»   | 11 июня 2013     |             |
|      | Флаг муниципального района «Красненский район»   | 28 апреля 2015   |             |

| Флаг | Наименование                                         | Дата утверждения | Номер в ГГР |
| ---- | ---------------------------------------------------- | ---------------- | ----------- |
|      | Флаг муниципального района «Красногвардейский район» | 26 октября 2007  |             |
|      | Флаг муниципального района «Краснояружский»          |                  |             |
|      | Флаг муниципального района «Прохоровский район»      | 23 января 1999   |             |
|      | Флаг муниципального района «Ракитянский район»       | 31 октября 2007  | 3813        |
|      | Флаг муниципального района «Ровеньский район»        |                  |             |
|      | Флаг муниципального района «Чернянский район»        | 21 февраля 2008  | 10263       |

## Флаги городских поселений
| Флаг | Наименование                                                                          | Дата утверждения | Номер в ГГР |
| ---- | ------------------------------------------------------------------------------------- | ---------------- | ----------- |
|      | Флаг городского поселения «Посёлок Чернянка» муниципального района «Чернянский район» | 30 сентября 2019 | 12545       |

## Флаги сельских поселений
| Флаг | Наименование                                                                           | Дата утверждения | Номер в ГГР |
| ---- | -------------------------------------------------------------------------------------- | ---------------- | ----------- |
|      | Флаг Андреевского сельского поселения муниципального района «Чернянский район»         | 19 марта 2019    | 12248       |
|      | Флаг Большанского сельского поселения муниципального района «Чернянский район»         | 18 марта 2019    | 12250       |
|      | Флаг Волоконовского сельского поселения муниципального района «Чернянский район»       | 11 февраля 2019  | 12397       |
|      | Флаг Волотовского сельского поселения муниципального района «Чернянский район»         | 28 марта 2019    | 12252       |
|      | Флаг Ездоченского сельского поселения муниципального района «Чернянский район»         | 11 февраля 2019  | 12218       |
|      | Флаг Кочегуренского сельского поселения муниципального района «Чернянский район»       | 24 июля 2019     | 12519       |
|      | Флаг Краснооктябрьского сельского поселения муниципального района «Белгородский район» | 9 февраля 2021   |             |
|      | Флаг Лозновского сельского поселения муниципального района «Чернянский район»          | 17 июля 2019     | 12521       |

| Флаг | Наименование                                                                       | Дата утверждения | Номер в ГГР |
| ---- | ---------------------------------------------------------------------------------- | ---------------- | ----------- |
|      | Флаг Лубянского сельского поселения муниципального района «Чернянский район»       | 21 августа 2019  | 12533       |
|      | Флаг Малотроицкого сельского поселения муниципального района «Чернянский район»    | 31 июля 2019     | 12523       |
|      | Флаг Новореченского сельского поселения муниципального района «Чернянский район»   | 7 августа 2019   | 12537       |
|      | Флаг Огибнянского сельского поселения муниципального района «Чернянский район»     | 22 апреля 2019   | 12386       |
|      | Флаг Ольшанского сельского поселения муниципального района «Чернянский район»      | 20 августа 2019  | 12539       |
|      | Флаг Орликовского сельского поселения муниципального района «Чернянский район»     | 16 августа 2019  | 12541       |
|      | Флаг Прилепенского сельского поселения муниципального района «Чернянский район»    | 27 сентября 2019 | 12543       |
|      | Флаг Русскохаланского сельского поселения муниципального района «Чернянский район» | 12 марта 2019    | 12254       |
|      | Флаг Тавровского сельского поселения муниципального района «Белгородский район»    | 05 февраля 2021  | 13433       |

## Упразднённые флаги
| Флаг | Наименование                                                                       | Дата утверждения | Дата отмены      |
| ---- | ---------------------------------------------------------------------------------- | ---------------- | ---------------- |
|      | Флаг муниципального района «Вейделевский район» (были утверждены 2 варианта флага) | 31 марта 2015    | 24 сентября 2015 |
|      | Флаг муниципального района «Вейделевский район» (были утверждены 2 варианта флага) | 31 марта 2015    | 24 сентября 2015 |